# Lucio Cabaña
Lucio Cabaña är en ort i Mexiko.   Den ligger i kommunen Suchiate och delstaten Chiapas, i den sydöstra delen av landet, 900 km sydost om huvudstaden Mexico City. Lucio Cabaña ligger 13 meter över havet och antalet invånare är 138.
Terrängen runt Lucio Cabaña är mycket platt. Runt Lucio Cabaña är det ganska tätbefolkat, med 144 invånare per kvadratkilometer. Närmaste större samhälle är Brisas Barra de Suchiate, 14,4 km söder om Lucio Cabaña. Omgivningarna runt Lucio Cabaña är en mosaik av jordbruksmark och naturlig växtlighet.